# Synclinusa convergens
Synclinusa convergens är en tvåvingeart som beskrevs av Borgmeier 1971. Synclinusa convergens ingår i släktet Synclinusa och familjen puckelflugor. Inga underarter finns listade i Catalogue of Life.